# Russula crustosa
Espèce
Russula crustosa, la russule croûteuse, est une espèce de champignons de la famille des Russulaceae. Elle pousse en Asie et en Amérique du Nord.

## Taxinomie
L'espèce est décrite scientifiquement pour la première fois en 1886 par le mycologue américain Charles Horton Peck, qui a fait la collecte de type à Day, dans l'État de New York. Elle est classée dans la sous-section Virescentinae du genre des Russules. L'épithète spécifique crustosa signifie « qui a une croûte ». L'espèce porte le nom vernaculaire de Russule croûteuse.

## Description
Le sporophore a un chapeau de 5 à 12,5 cm de diamètre qui est d'abord convexe avant de s'aplanir avec le temps et de présenter souvent un creux central. À maturité, la surface sèche du chapeau se divise en taches verdâtres autour de la marge. Cette dernière présente des rainures radiales qui correspondent aux lames de la face inférieure. Les lames, adnées et serrées, sont de couleur blanche, crème ou jaune pâle. Le stipe, de couleur blanche à jaune pâle, mesure de 3 à 9 cm de long sur 1,2 à 2,5 cm d'épais et devient creux avec le temps, est   the stem is white to pale yellow, and becomes hollow in age. La chair, blanchâtre, est dure et compacte lorsque le champignon est jeune. La sporée est jaunâtre à chamois pâle (ce qui permet de la distinguer de la sporée blanche de la russule verdoyante), et les spores, de forme elliptique, présentent des verrues isolées ou de fins connexifs. Hyalines, elles mesurent de 6 à 9 µm sur 5,5 à 7.
Champignon comestible, R. crustosa n'a pas d'odeur distinctive et a une saveur douce ou légèrement âcre. Les autres russules verdâtres, dont la russule vert-gazon (Russula subgraminicolor), la russule vert-de-gris (R. aeruginea (en)) et la russule variable (Russula variata), se distinguent très facilement par la surface non craquelée den leurs chapeaux.

### Espèce semblables
R. crustosa est souvent prise pour la russule verdoyante (Russula virescens), champignon comestible dont la surface du chapeau est parsemée de plaques verdâtres, dont la chair se casse plus facilement et dont la sporée est blanche.

## Écologie et répartition
R. crustosa est un champignon mycorhizique associé aux feuillus, et notamment le chêne et le cayer. Les sporophores poussent sur le sol dans les forêts mixtes, seuls, dispersés ou en groupes. La fructification se produit de juin à décembre. L'espèce Tritoma angulata, coléoptère de la famille des Erotylidae, s'en nourrit.
En Amérique du Nord, le champignon est courant et largement répandu dans le sud-est des États-Unis. En Asie, on le trouve en Chine, en Inde, en Malaisie et en Thaïlande.